# Měšice (Tábor)
Měšice (německy Mieschitz) jsou vesnice, část města Tábor ve stejnojmenném okrese v Jihočeském kraji. Leží asi tři kilometry východně od Tábora.

## Historie
První písemná zmínka o vesnici pochází z roku 1370.
Ves byla založena roku 1296 Zdislavem z Měšic.[zdroj?]

### Rody a majitelé vsi Měšice
- Zdislav z Měšic (1296–1352).
- Oldřich Sezema z Ústí (1352–1371). Zřejmě postavil v Měšicích středověkou tvrz, která se nedochovala.
- Jan starší Sezema z Ústí (1371–1418).
- Anna z Mochova (1418–1437). Manželka Jana Sezemy z Ústí a milenka Jana Husa.
- Jan mladší Sezema z Ústí (1437–1467). Syn Jana Sezemy Staršího z Ústí a Anny z Mochova.
- město Tábor (1467–1545) a část vsi vrchnotensky až do roku 1850.
- Jiří Prokop z Hejlovce (1545–1561). Údajný prapředek současného majitele. 1545 staví v obci renesanční tvrz, snad na místě zaniklé středověké tvrze Sezemů z Ústí. 1555 nechává údajně zazdít komornou Annu, pro krádež šperků (Legenda o zazděné služce Anně).
- Anna Hejlovcová z Polkovic (1561–1618). Dcera Prokopa z Hejlovce. Provdala se za Kuneše Dvořeckého z Olbramovic, který postavil v Měšicích druhou tvrz, která byla zničena v třicetileté válce švédským dělostřelectvem.
- Jan Šťastný z Kvasejovic z rodu Přehořovských (1618–1627).
- Veronika Častolárová z Dlouhé vsi (1627–1639).
- Kryštof Karel Přehořovský z Kvasejovic (1639–1678).
- František Ferdinand hrabě z Khüenburka (1678–1680).
- Kateřina Barbora Vítová ze Rzavého (1680–1699).
- Jan Josef Carretto hrabě z Millesima (1699–1750). Nechává 1699 přestavět renesanční tvrz na barokní zámek (letohrádek).
- Jan Antonín Votápek z Ritterwaldu (1750–1792). Prapředek současného majitele. Hledal 1782 kostru zazděné komorné Anny, ale místo ní nalezl poklad – plný hrnec stříbrňáků. V témže roce 1782, nechává postavit na Měšickém vrchu barokní kapličku „svaté Anně“.
- Jan Hanygar z Eberka (1792–1817).
- Jan Schmidtgräber z Lusteneggu (1817–1821).
- Antonie baronka ze Stillfriedu (1821–1834).
- Wilhelm z Elsenwangeru (1834–1852). Přestavuje letohrádek na celoroční bydlení.
- Karel Neveklovský z Neveklova (1852–1855).
- Jiří Filip baron z Wimmrů (1855–1880).
- Jan Nepomuk baron Nádherný z Borotína (1880–1891).
- Oscar baron Nádherný z Borutína (1891–1945).
- ČSR (1945–1997). Československý stát měšický zámek zdevastoval a kapli svaté Anny zničil takřka do základů.
- Jan Berwid-Buquoy (od 1997) získává zámek a zahajuje rozsáhlé opravy. V roce 2000 zakládá na zámku Český Institut Mezinárodního Setkání (ČIMS), který se zabývá mezinárodní osvětou (evropská a světová integrace). Kaple sv. Anny byla v Měšicích znovuvybudována v roce 2006.

V roce 1876 postihly Měšice dva velké požáry, nejdříve 17. dubna lehlo popelem devět zemědělských usedlostí a několik chalup stejně jako stodoly velkostatku patřící baronu Nádhernému. Koncem srpna téhož roku pak vyhořely další tři čísla popisná.
Roku 1926 byl do Měšic přestěhován školní statek zemědělské školy v Táboře, pozemky v rozloze 210 hektarů pro školní statek byly nejdříve pronajaty od JUDr. Oskara Nádherného, vlastníka zámečku a přilehlých pozemků. V roce 1934 byly pozemky školou odkoupeny a postupně byly získávány další až do dnešní rozlohy 384 hektarů.
Ve stejném roce došlo k převodu části katastru u státní silnice č. 3 k Táboru. 
Od roku 1946 se na území Měšic nachází letiště Čápův dvůr, jako letiště se však louky v okolí Čápova dvora používaly již v letech 1936–1939.
Od roku 1959 se na území Měšic nachází stanice Hasičského záchranného sboru, kam se později přesunulo i stanoviště ZZS Jihočeského kraje.

## Přírodní poměry
Jižně od vesnice zasahuje do katastrálního území nepatrná část přírodní památky Luna.

## Obyvatelstvo
| Rok            | 1869 | 1880 | 1890 | 1900 | 1910  | 1921  | 1930  | 1950  | 1961  | 1970  | 1980  | 1991  | 2001  | 2011  | 2021  |
| -------------- | ---- | ---- | ---- | ---- | ----- | ----- | ----- | ----- | ----- | ----- | ----- | ----- | ----- | ----- | ----- |
| Počet obyvatel | 593  | 589  | 670  | 839  | 1 143 | 1 282 | 1 331 | 1 240 | 1 365 | 1 475 | 1 518 | 1 382 | 1 643 | 1 790 | 1 759 |
| Počet domů     | 66   | 69   | 77   | 96   | 130   | 151   | 213   | 270   | 304   | 348   | 379   | 423   | 466   | 527   | 553   |

## Obecní správa
Při sčítání lidu v letech 1850–1971 Měšice byly samostatnou obcí v okrese Tábor. Od 26. listopadu 1971 jsou částí města Tábor ve stejnojmenném okrese, kdy se konaly městské volby. V letech 1850–1971 k obci patřilo Záluží a v letech 1961–1971 také Smyslov.

## Doprava
Vesnicí vede silnice II/3 a železniční trať Tábor – Horní Cerekev, na které se nachází zastávka Tábor-Měšice.

## Pamětihodnosti

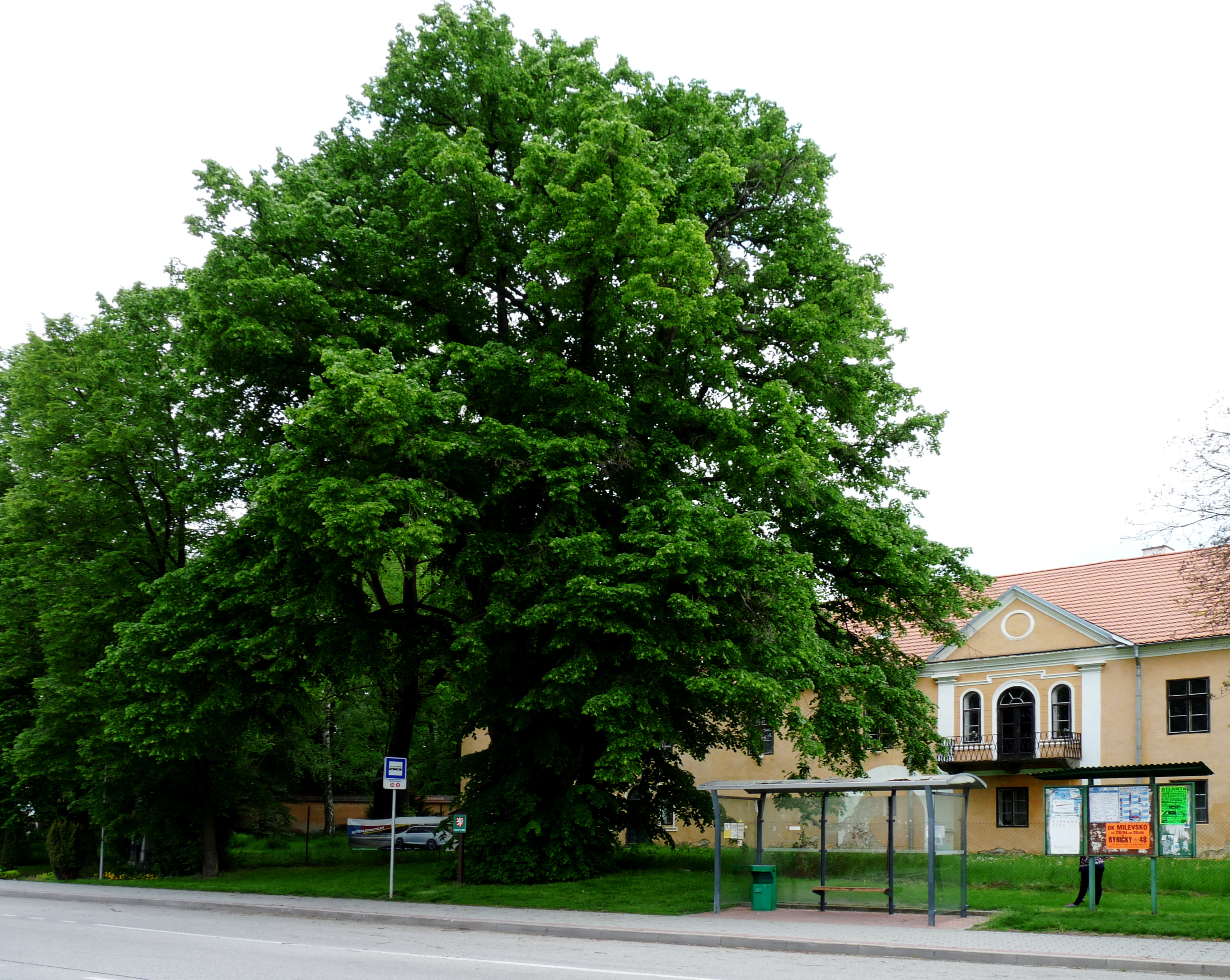
Lípa v Měšicích

- V roce 1545 koupil Měšice Prokop z Hejlovce a postavil ve vsi renesanční tvrz. V roce 1699 přestavil Jan Josef Carretto hrabě z Millesima tvrz na barokní zámek. Zámek i obec poté vystřídaly celou řadu majitelů. V roce 1750 koupil panství s barokním zámkem Jan Antonín Votápek z Ritterswaldu, prapředek dnešního majitele zámku v Táboře-Měšicích. Mezi lety 1877 a 1945 patřil zámek baronům Nádherným z Borutína. Poté přešel do vlastnictví ČSR. V roce 1997 získal barokní zámek do vlastnictví Jan Berwid-Buquoy jako zdevastovanou ruinu a začal s rozsáhlou a nákladnou rekonstrukcí.
- Před měšickým zámkem stojí památná Lípa v Měšicích.
- Sýpka
- Kaple svaté Anny, původní postavena roku 1784 a spravována obcí

## Galerie

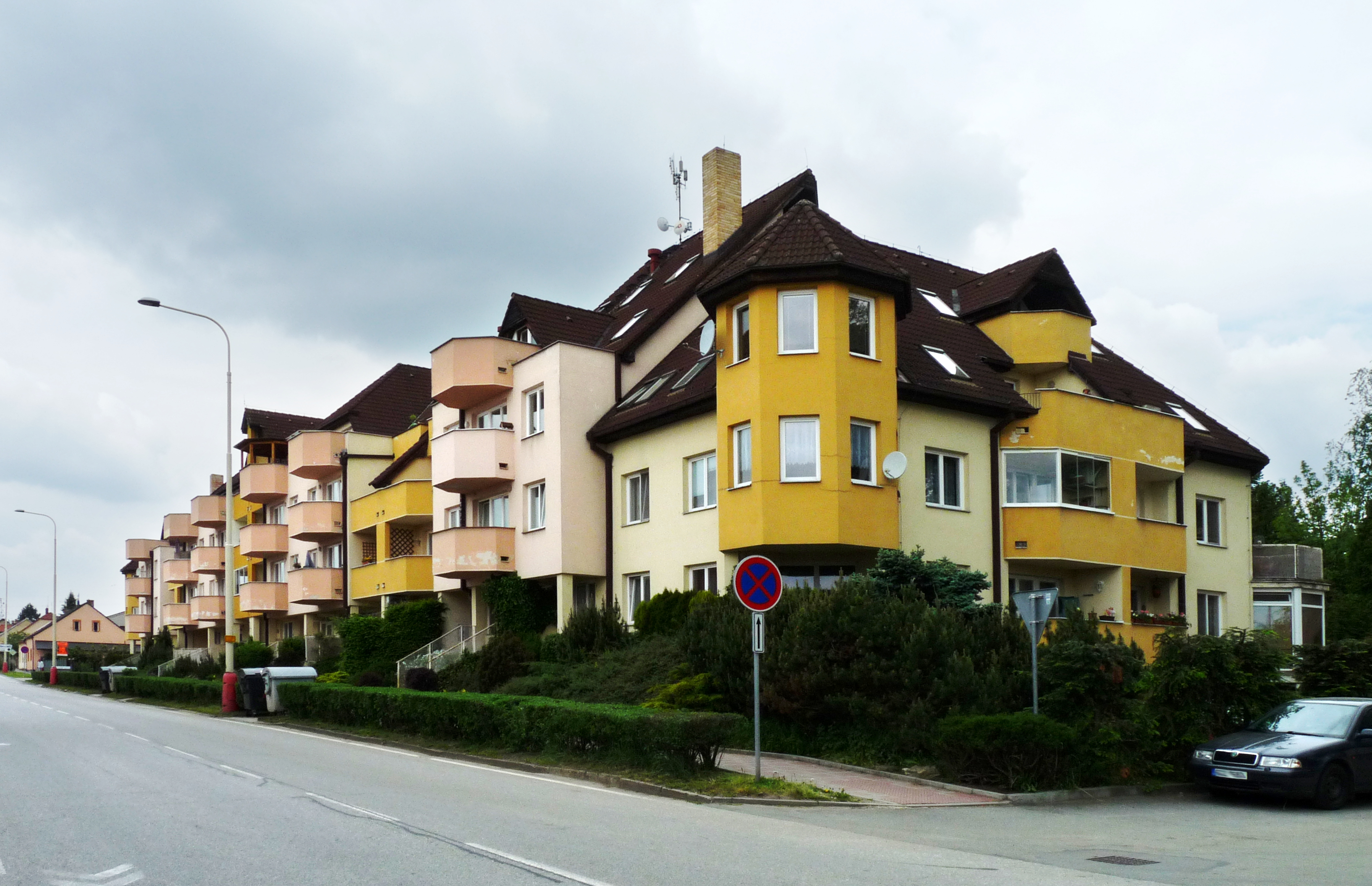
Obytný blok na Chýnovské ulici
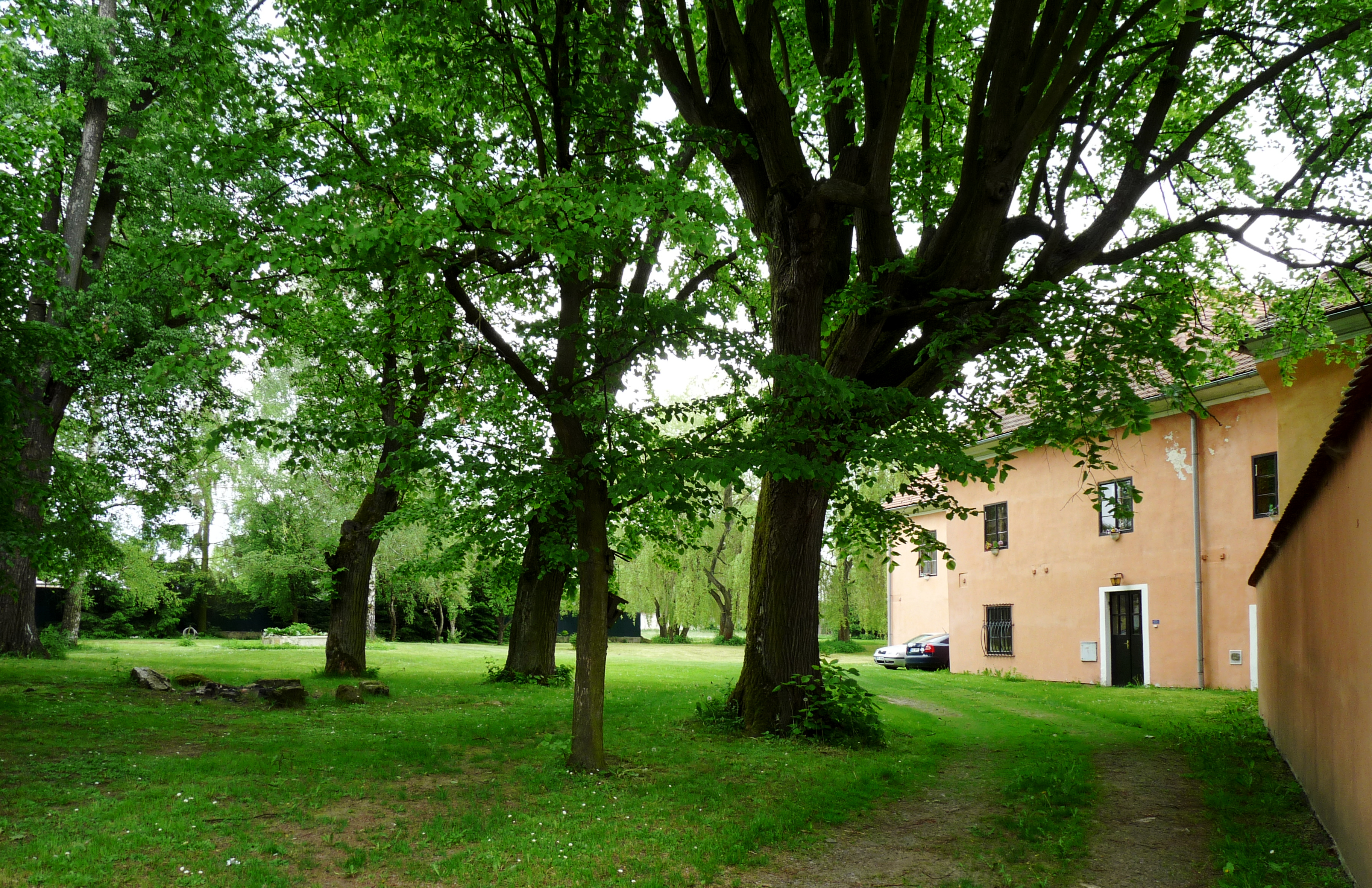
Zámek
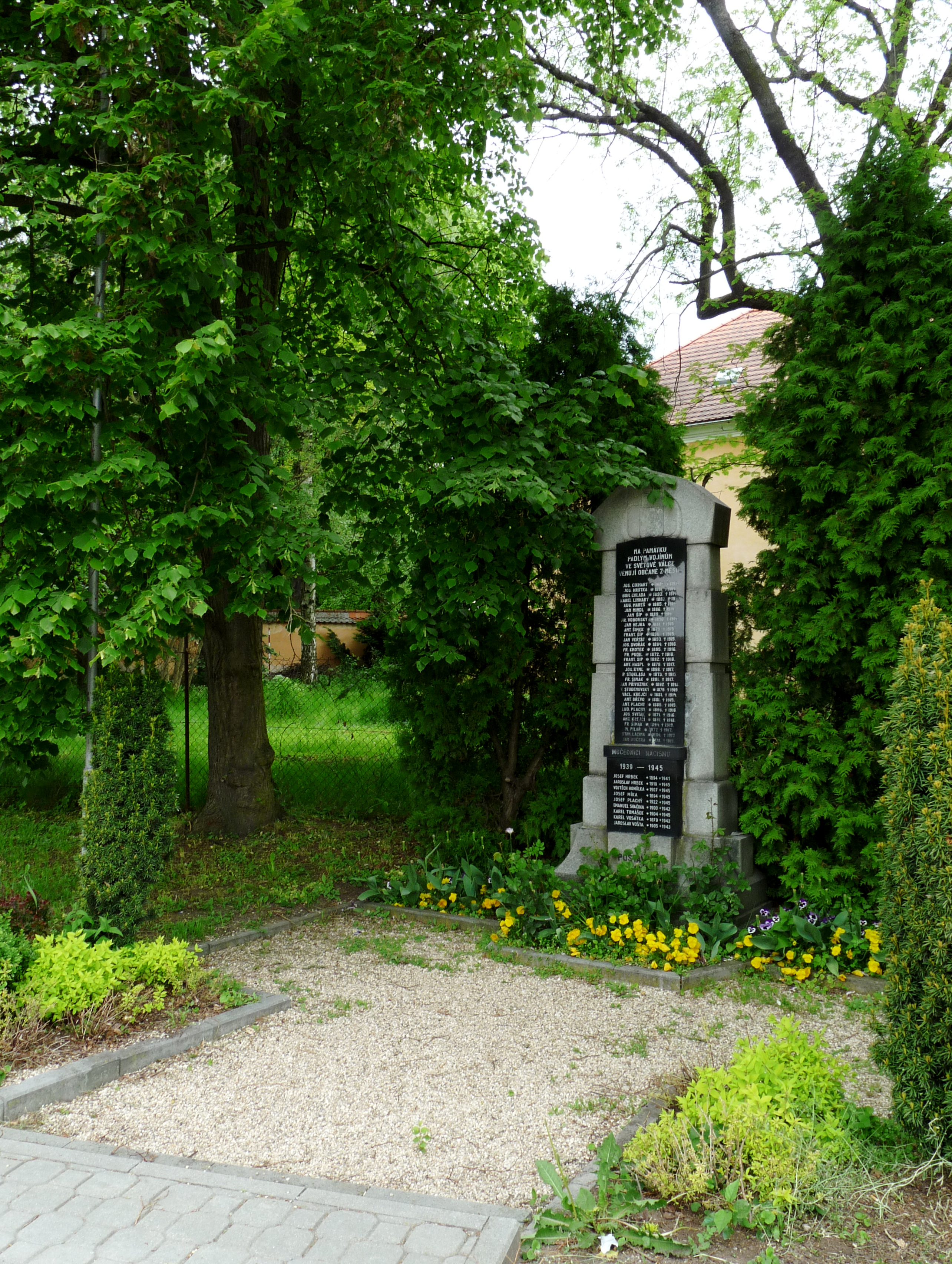
Pomník obětem světových válek
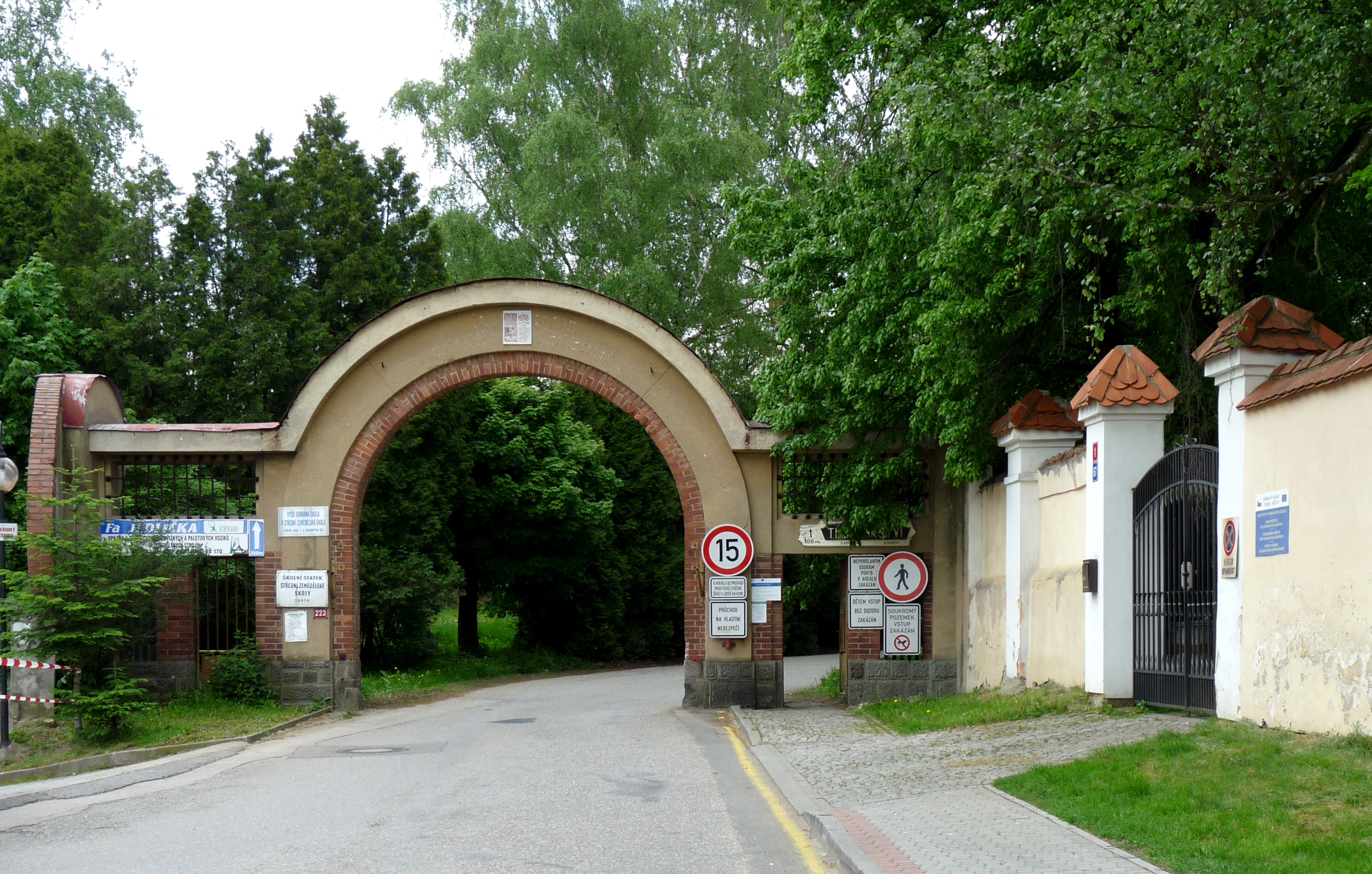
Brána do školního statku u obvodové zdi zahrady zámku
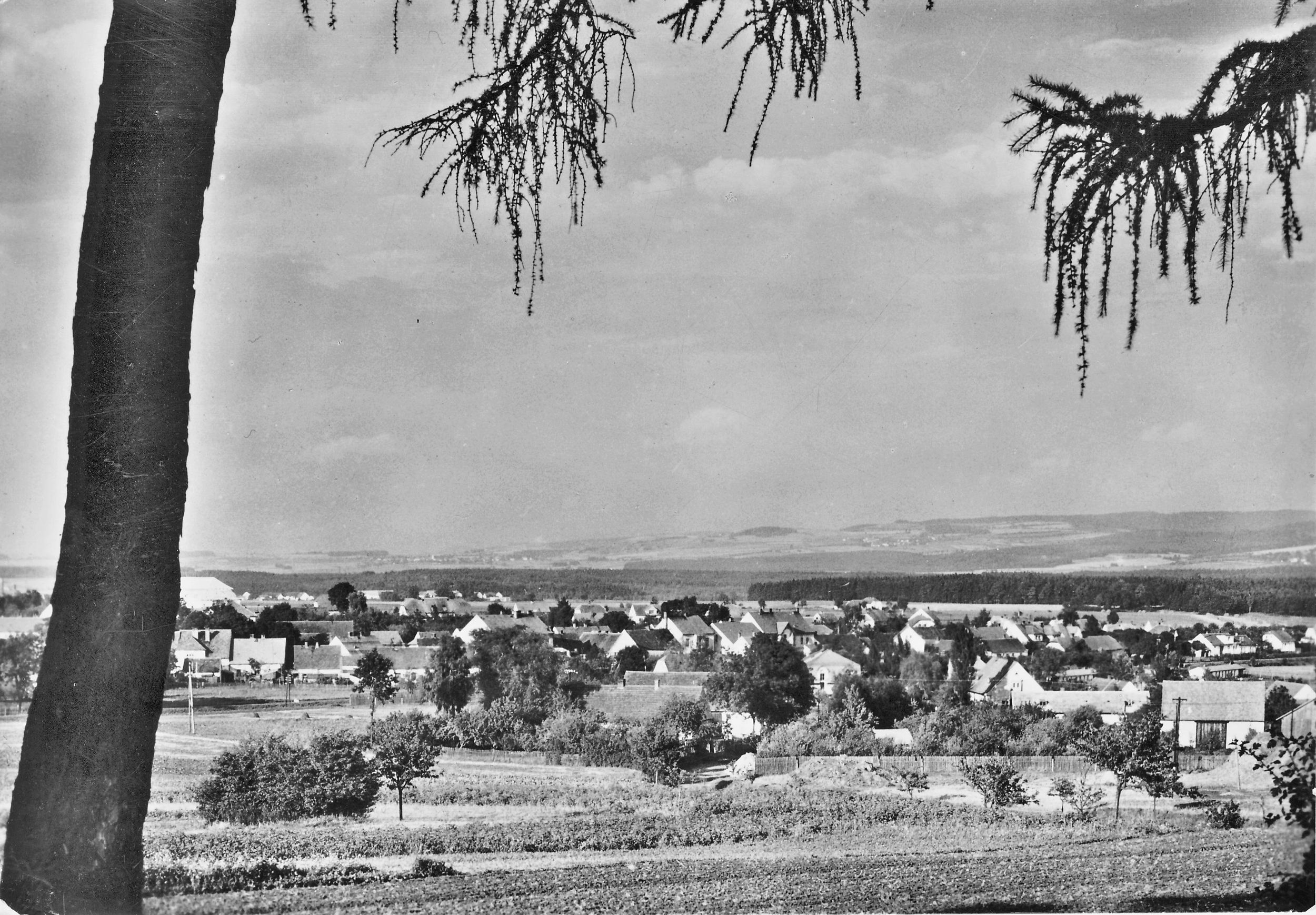
Pohled na Měšice od kaple sv. Anny kolem roku 1970